# Área de Proteção Ambiental da Escarpa Devoniana
A APA da Escarpa Devoniana é uma Área de Proteção Ambiental localizada na porção leste do estado do Paraná. É uma das unidades de conservação que mais protege os campos gerais do Paraná, que consiste em um tipo de vegetação de espécies de campos naturais e de cerrados.

## Criação
A APA foi criada através do Decreto Estadual nº 1.231, de 27 de março de 1992, com o objetivo de “assegurar a proteção do limite natural entre o Primeiro e o Segundo Planaltos Paranaenses, inclusive faixa de Campos Gerais, que se constituem em ecossistema peculiar que alterna capões da floresta de araucária, matas de galerias e afloramentos rochosos, além de locais de beleza cênica como os canyons e de vestígios arqueológicos e pré-históricos".

## Localização
A área de 392.363,38 hectares da APA é distribuída entre 13 municípios: Lapa, Balsa Nova, Porto Amazonas, Palmeira, Campo Largo, Ponta Grossa, Carambeí, Castro, Tibagi, Piraí do Sul, Arapoti, Jaguariaíva e Sengés.
Diversas rodovias, federais e estaduais, cruzam a área de proteção, o que facilita o acesso aos parques, rios e monumentos naturais. As estradas federais são as: BR-277; BR-376 e a BR-476. Já as estradas estaduais são as: PR-151; PR-340 e a PR 090.

## Abrangência

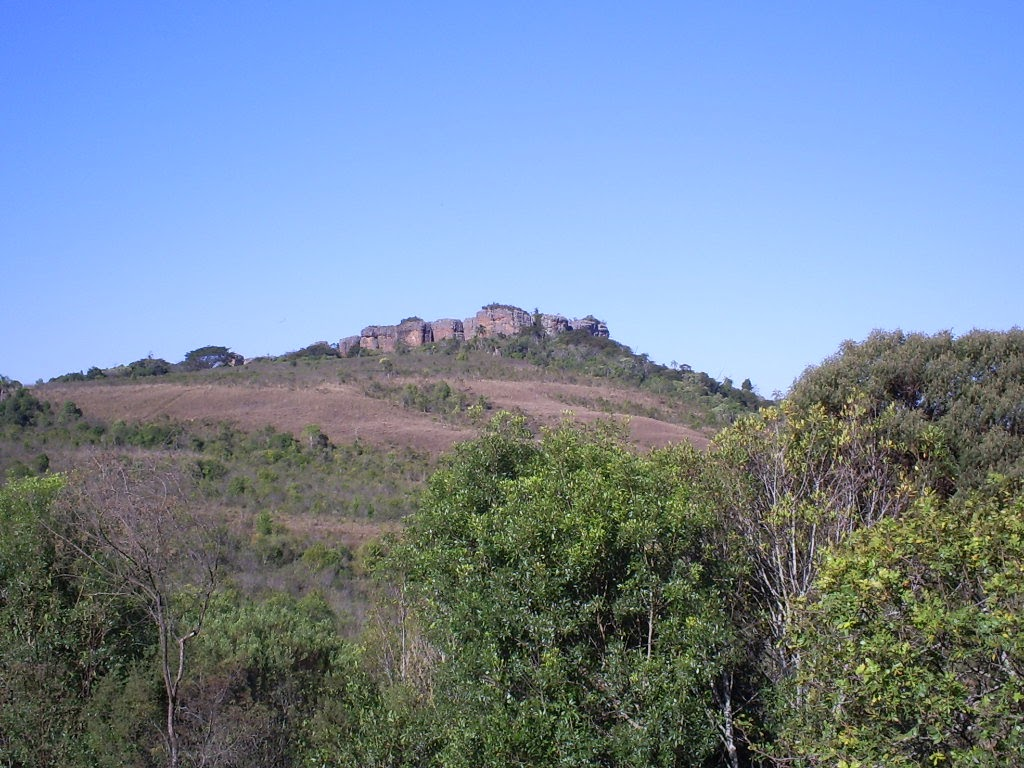
Área vista próximo ao Parque Estadual de Vila Velha, em Ponta Grossa.

A APA da Escarpa Devoniana é a maior Unidade de conservação (UC) do Estado do Paraná. A área da APA se sobrepõe ainda sob dez outras UCs de uso mais restritivo, sendo cinco delas Reservas Particulares do Patrimônio Natural (RPPN) e cinco unidades de proteção integral.  Além disso, no entorno da APA há a Zona de amortecimento, que também compreende outras áreas de proteção e conservação. As RPPNs são as: RPPN Fazenda Mocambo (Tibagi); RPPN Fazenda Paiquerê (Ponta Grossa); RPPN Ita-Y-Tyba (Tibagi); RPPN Tarumã (Ponta Grossa); RPPN Vale do Corisco (Sengés).  As unidades de proteção integral compreende:
- Parque Estadual de Vila Velha;
- Parque Estadual do Cerrado;
- Parque Estadual do Monge;
- Parque Estadual do Guartelá;
- Parque Nacional dos Campos Gerais;

## Geologia

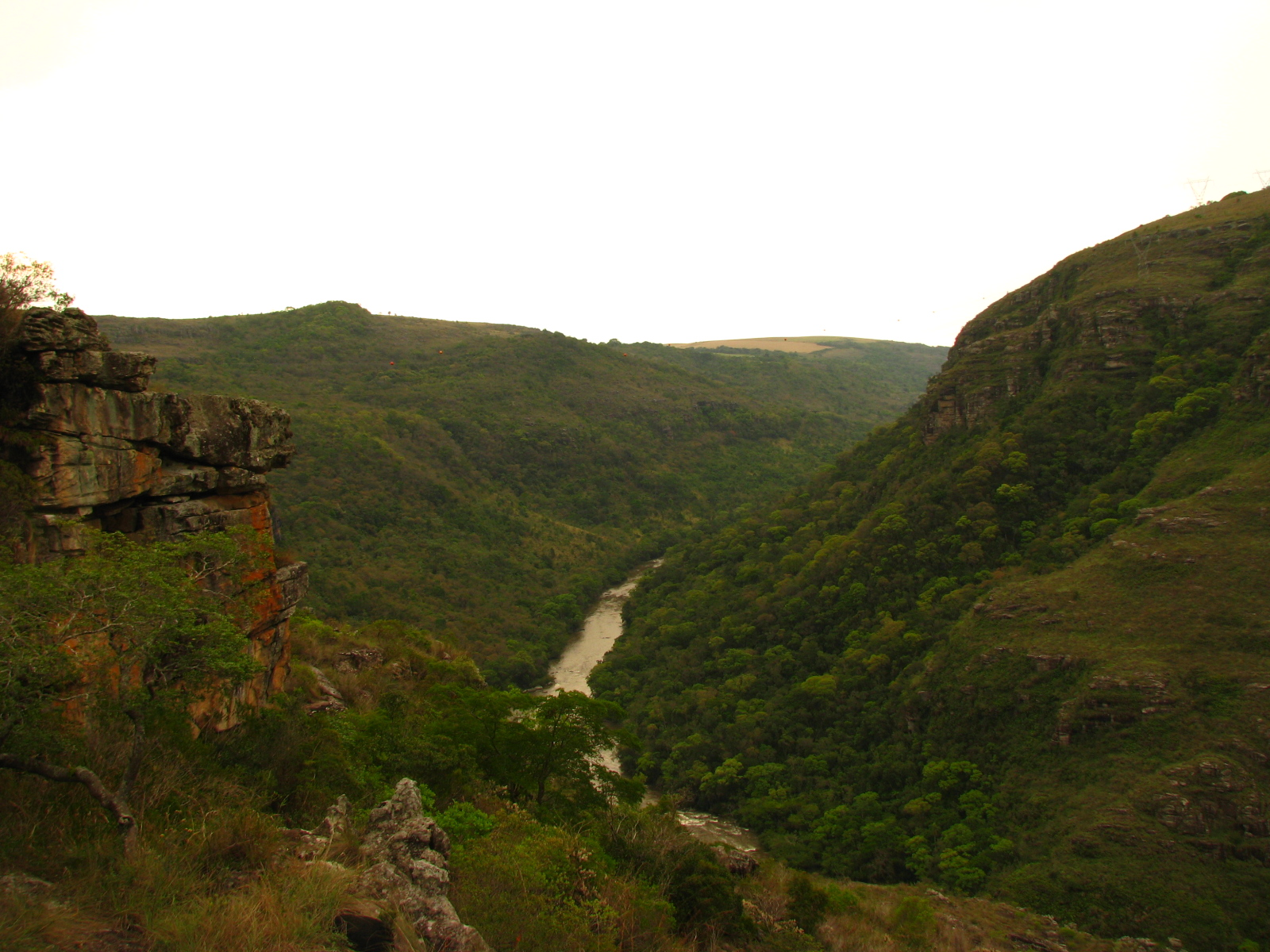
Cânion Guartelá e rio Iapó, no Parque Estadual do Guartelá, em Tibagi.

Na área da APA há diferentes unidades geológicas como: Complexo Máfico-Ultramáfico de Piên (Arqueano e Proterozóico Inferior); Complexo Gnáissico-Migmático Costeiro (Proterozóico Inferior); Grupos Setuva e Açungui (Paleozóico/Proterozóico Médio a Superior); Rochas Granitóides. Em relação aos sítios geoturísticos, pode-se destacado: Grutas (da Barreira, Pinhalzinho); Lagoas (Lagoa Dourada); Furnas; Fontes hidrotermais; Canyons (Guartelá, Jaguariaíva, Jaguaricatu); Arenitos (Vila Velha).

## Hidrografia
Em geral os rios que cortam a região pertencem a formação hidrográfica da bacia do rio Paraná, a oeste da Serra do Mar. No entanto, na região há importantes sub-bacias como: Rio Açunguí com 147.38,82 hectares na APA; Rio Alegre com 626,43 hectares na APA; Rio das Cinzas com 44.391,53 hectares na APA; Rio das Várzeas com 13.788,89 hectares na APA; Rio Fortaleza com 52.537,95 hectares na APA; Rio Iapó com 39.047,56 hectares na APA; Rio Iguaçú com 39.296,37 hectares na APA; Rio Itararé com 30.889,58 hectares na APA; Rio Jaguariaíva com 62.695,34 hectares na APA; Rio Pitanguí 28.961,72 hectares na APA; Rio Ribeira com 4.384,50 hectares na APA; Rio Tibaji com 82.487,61 hectares na APA.